# Oleg av Kiev
Prins Oleg, (Fornöstslaviska: Ѡлегъ), Oleg den vise eller (ryska: Олег Вещий: Oleg Vesjtjij (Siaren); ukrainska: Олег Віщий: Oleh Visjtjyj), eller Helge, (khazarisk form: Helgu), av det fornnordiska namnet "Helgi". När Rurik (Rörik) dog år 879, var hans son Igor (Ingvar) ännu inte vuxen, så en släkting vid namn Oleg (Helge) utsågs till förmyndarregent i Novgorodriket. Enligt Nestorskrönikan hade Oleg titeln storfurste.
Det var Oleg som började rusernas erövringar söderut, han intog Smolensk och fortsatte sedan söderut längs Dnepr till Kievriket. Enligt Nestorskrönikan lurade han Askold (Hoskuld) och Dir (Dyre) (utsända av Rurik) som styrde i huvudstaden och dödade dessa. Han erövrade makten i Kievriket och började sedan lägga under sig andra stammarnas områden, samt flyttade huvudstaden från Novgorod till Kiev.  
| ” | Och Oleg slog sig ned och blev furste i Kiev och han sade: Låt detta bli modern till de rusiska städerna. | „ |

Den förhärskande tron var hedendomen, fast det redan fanns en kristen församling i Kiev.
Oleg utvidgade sitt välde genom krig mot drevljanerna och severjanerna, men radimitjerna godtog Olegs villkor utan strid (de två sistnämnda folkstammarna hade dessförinnan betalat skatt till khazarerna):
| ” | År 6391 (883). Oleg började krig mot drevljanerna och besegrade dem och tog skatt av dem – ett svart mårdskinn per man. År 6392 (884). Oleg gick mot severerna och besegrade dem och lade en lätt skatt på dem och tillät dem inte att betala skatt till kozarerna i det att han sade: Jag är deras fiende och det finns inget skäl till att ni betalar dem något. År 6393 (885). Oleg sände bud till radimitjerna och sade: Till vem betalar ni skatt? De sade: Till kosarerna. Och Oleg sade till dem: Betala inte till kozarerna, utan betala till mig. Och de betalade en skilling var, lika mycket som de hade betalat till kozarerna. Och Oleg härskade alltså över poljanerna och drevljanerna och severerna och radimitjererna, men mot ulitjerna och tivererna förde han krig. | „ |

Ungefär år 907 Oleg inledde ett angrepp på Konstantinopel och tilltvingade sig ett handelsavtal med bysantinarna (grekerna). För detta samlade han en stor här av krigare från de olika stammarna som han lagt under sig. Enligt Nestorskrönikan var bestod Olegs armé av varjager, slaver, krivitjer, merianer, poljaner, severjaner, drevljaner, kroater, duleber och tiverkianer. 
Som resultat av det segerrika fälttåget mot Bysantinska riket slöts de första skriftliga avtalen 907 och 911. Dessa garanterade förmånliga handelsvillkor för rusiska köpmän (avskaffade tullavgifter, garanterade skeppsreparationer och nattkvarter), lösning av rättsliga och militära frågor.
Oleg regerade mellan 879 och 912. År 913 dog Oleg av ett ormbett enligt Nestorskrönikan. Efter Oleg blev sedan Igor furste i Kievriket.